# 標準作業程序
標準作業流程（英語：Standard Operating Procedures）是指在有限時間與資源內，為了執行複雜的事務而設計的內部程序。從管理學的角度來看，標準作業程序能夠縮短新進人員面對不熟練且複雜的學習時間，只要按照步驟指示就能避免失誤與疏忽。
標準作業流程的成立理由，通常有下列幾點：
- 標準作業流程可以節省時間，進而達到高效率。
- 標準作業流程可以節省資源的浪費，從而達到環保效應。
- 標準作業流程可以獲致穩定性，穩定可以使組織繼續存在，也是主要動力。

標準作業流程也可能產生若干問題，反而阻礙目標的實現：
- 標準作業流程常會抗拒變遷，無法因應特殊環境需要而適時調整。
- 標準作業流程的執行可能會延誤時機，無法滿足多數人的需求。
- 標準作業流程往往造成「新政策」與「舊實務」之間的矛盾，較難推動改革。

## 外部連結
- ICH Guidance E6: Good Clinical Practice: Consolidated guideline
- European Medicines Agency Guideline for Good Clinical Practice
- This link provides suggestions about SOP in clinical areas. （页面存档备份，存于）
- SOP List （页面存档备份，存于）
- pharma sops （页面存档备份，存于）